# B-R5RBの大虐殺
B-R5RBの大虐殺（B-R5RBのだいぎゃくさつ、Bloodbath of B-R5RB）とは、宇宙を舞台にしたMMORPG『EVE ONLINE』の中で行われた大規模戦闘のことであり、ゲームにおける対人戦としては史上最大規模と考えられている。現実の時間にして21時間ものあいだ、B-R5RB星系という領土をめぐって二大勢力が争い、最大で2,670人のプレイヤーが操作する7,548人以上のキャラクターがこの戦闘に参加した。両派の損失は、ゲーム内通貨に換算して11兆インターステラー・クレジット(ISK)に及んだが、これは理論上、現実世界の通貨で300,000ドルから330,000ドルに相当する。このゲームにはゲームアカウントの期限を延長したりゲーム内通貨で取引できるPLEXという課金アイテムがあり、300,000ドルという損失額はこのPLEXの価格をもとに見積もったものである。
この出来事はゲーム内の二大派閥だったClusterfuck Coalition & Russian連合(CFC/Rus)とN3 & Pandemic Legion (N3/PL)同士のハロウィン戦争（Halloween War）という大規模な戦争の中で起こった。N3/PLが支配する星系であるB-R5RBを保守している1人のプレイヤーが、ゲーム内で定期的に行わなければならない維持費の支払いにたまたま失敗してしまい、この星系が比較的容易に奪取可能な状態になってしまったことが、この大規模戦闘の発端だった。この星系は抗争におけるN3/PL側の重要拠点だったため、CFC/Rusはプレイヤーを投入して攻勢をかけ、N3/PLも大船団を組んで迎撃をはかった。この星系で大規模な戦闘が勃発しただけでなく、増援を阻むための小規模な戦闘がゲーム内の宇宙全体で繰り広げられた。最終的にCFC/RusがN3/PL側に甚大な被害を与え、B-R5RBの占領にも成功するなど、その勝利をものにした。75隻のタイタン級戦艦を含む576隻の主力艦が失われ、それより小型の艦船の損失は何千という数にのぼった。
この戦闘の比類ない規模と被害を記念するために、このゲームを開発したCCP Gamesは、B-R5RBの星系に回収不可能な沈没船の残骸を表現した恒久的な記念碑を設置し、それを「ティタノマキア」と名付けた。

## 背景
『EVE ONLINE』は宇宙を舞台にしたMMORPGであり、プレイヤーは採掘、海賊行為、生産、交易、探検、さらには戦闘と多彩な行動をとることができる。プレイヤーはコーポレーション（会社、他のゲームにおけるクランやギルドに相当する）をつくることもでき、このコーポレーションはさらに他のコーポレーションとのアライアンスに加わることができるシステムがある。このアライアンス同士はたいてい、共通の目的や外敵に向かって活動するためさらに連合(Coalition)を組んでいる。連合を組むことはこのゲームでは当たり前になっているが、いわばこの「スーパー・アライアンス」をつくるための正式な仕組みはゲーム内には存在しない。
ゲーム内宇宙でハロウィン戦争(Halloween War)が勃発したのは2013年10月の半ば過ぎ、ハロウィンの日の前後である。この時期に、CFC/RusとN3/PLがそれぞれの同盟軍とともに衝突した。B-R5RBはImmenseaリージョン（地域）にあり、Pandemic Legionの全艦隊が基地として使っていた。B-R5RBで戦闘が起こる数日前に、CFC/RusはCatchリージョンで起こったHED-GPの戦いでN3/PLに大敗を喫していた。このときN3/PLに勝利をもたらしたのは、彼らがよく使う戦法である、主にアーコン級の空母（当時もっとも人気かつ有力だった艦種）で構成された巨大な円状の艦隊の中心にタイタンと大型艦載機母艦という「超主力艦」（スーパーキャピタル）を配置した「レッキングボール」フォーメーションだった。

## 戦闘

### 抗争の勃発
2014年1月27日（ゲーム内のYC 116）、Asakaiの戦いというやはり大きな戦いが起こった1年後に、コーポレーション"H A V O C"のメンバーの1人でN3/PLの一員であったプレイヤーのNulli Secundaは、誤ってゲーム内の治安維持軍CONCORD（NPC）に定期的に支払うべき費用を滞納した。支払いに失敗した結果、 B-R5RBから領有権が消滅したことで他のプレイヤーたちが通常の「レインフォースタイム」を待たずにこの星系を奪取することが可能になった。
Nulli Secundaは気づかれないよう領土支配ユニット(TCU)の再稼働に向けて動いたが、それが敵のスカウト（偵察）に発見された。協定世界時で14時頃、Nulli Secundaが再びTCUを稼働させるまであと1時間というところで、CFC/RusがB-R5RBの宇宙ステーションに主力艦を送りこんだ。アライアンスのRAZORがこのステーションを占領し、N3/PLのTCUを破壊して自分たちのTCUの設置にとりかかった。B-R5RBを落とせば、CFC/RusはPandemic Legionの資産を捕獲できたが、その中には何百という主力・準主力艦もあり、それを奪えばその分だけ敵の戦力が落ちるということを意味した。CFC/Rus連合軍は先を争って星系の奪取に向かい、数千のプレーヤーがゲームにログインして、自分たちの艦船の用意をすすめた。

### B-R5RBをめぐる戦い
N3/PLは迎撃に動いたが、CFC/Rusのロシア人プレイヤーたちがこの領土に設置されたTCUを全て破壊するほうが早かった。そのためN3/PLはこの星系の宇宙ステーションのすぐ外にいた「レッキングボール」を組む大小の艦載機母艦を出動させた。このフォーメーションは以前にCFC/Rusを破った戦形である。この戦闘は突発的に起こったもので、この日が平日の月曜だったこともあり、CFC/Rusは相手が反撃に出る前にアドバンテージをとって数的優位を築くために、自軍の主力艦を全てこの星系に投入することを決断した。同時に、I-NGI8やGXK-7FなどのN3が駐留する星系にも増援を妨害するための準主力艦を差し向けた。
どちらの側もこの星系に動員可能な全パイロットを集結させようと急いだため、ゲームの負荷軽減ソフトウェアが稼働した。これはゲーム内の時間経過を遅らせるというCCP Gamesがつくった仕組みで、このゲームの特徴の一つでもある。これによって、ゲームにラグが生じたりプレイヤーの接続を切断をすることなく、サーバーにかかる負荷を軽減させている。当時はこの仕組みによってゲームスピードが通常の10分の1になり、ゲーム内で1秒進むのに現実時間で10秒かかるようになった。両軍のタイタンは数時間のあいだ強力な兵器であるドゥームズデイを撃ち合い、互いに撃沈しあった。星系はワープを妨害するバブルであふれ、離脱も難しくなっていた。しばらくのあいだ形勢は互角だったが、CFC/Rusが領土支配ユニットのオンライン化〔稼働〕を果たし、タイタンの撃沈数でもわずかに敵を上回った。この戦いの間も、援軍を妨害したり、逃げる艦船を破壊したり、参戦しようとするパイロットをはめようとして、ゲーム内宇宙全体に戦線が拡大した。
戦いの潮目が変わり始めたのは、N3/PL側の最初のフリートコマンダーだったManfred Sideousが、指揮権をNorthern CoalitionのCEO、Vince Drakenに渡してからである。Vince DrakenはCFCのタイタン複数隻に集中砲火を行うことでこれを破壊し、ロシア人プレイヤーたちのタイタン数隻もアーマーとシールドのHPを大幅に削って星系から撤退させることにも成功した。この戦果を過大評価してしまったN3/PLは、戦場に残っている全ロシア人プレイヤー軍のコマンダーであるSort Dragonのタイタンへの集中攻撃に移る。しかしこのタイタンは非常に高いダメージレジスタンスを持っていただけでなく、Sort Dragonは自分の艦船をすべて投入して修復作業を優先したため、この時点までのほとんどのタイタンよりも圧倒的に長い時間を持ちこたえた。彼のタイタンが沈むまでにCFC/RusはN3/PL側のタイタン5隻を破壊し、完全に流れを引き寄せた。N3/PLのメンバーだったJames CarlはAP通信の取材に当時のことを語っている。「CFCの勝勢に近かったけど、僕らはあの時アメリカ人プレイヤー全員でログインして流れを変えることにかけていた」。しかしアメリカのタイムゾーンに住むプレイヤーがログインして、援軍に向かえる状況になっても、PLには期待していたほどの人数は揃わなかったうえに、CFCも戦闘に参加させないように隣接する星系の封鎖に走った。結局N3/PLはもはやタイタンをこれ以上破壊できない戦況に追い込まれ、撤退の指示が下された。N3/PLは撤退の間も可能な限りの敵艦を落とそうと、CFC/Rusのドレッドノートに攻撃対象を切り替えた。しかしスパイを通じてCFCは撤退が指示されたことをすでに知っており、大小のワープ妨害型駆逐艦を動員して離脱の阻止を図った。N3/PLは撤退中にも複数のタイタン、大型艦載機母艦、主力艦の損失を重ね、戦場にばらまかれたワープ妨害バブルにも苦しめられた。1月28日の協定世界時で11時、日次の定期メンテナンスによってEVE Onlineのサーバーはオフライン状態になり、全てのプレイヤーが宇宙からシャットダウンされて戦闘はお開きとなった。

## その後
戦闘全体に実数で7,548人のキャラクターが参加し、そのうち直接B-R5RBの星系で同時に戦闘を行ったのが6,058人で、同時に最大で2,670人のプレイヤーが参戦していたことになる。この数字は、実数で717のコーポレーション、55のアライアンスが加わったことによるものである。ゲームブログのJoystiqは、B-R5RBをめぐる戦いは、これまでにゲームで記録された中で最も大規模な対人戦になる可能性があると指摘している。21時間にわたる戦闘で、75隻のタイタン、13隻の大型艦載機母艦、370隻のドレッドノート、123隻の艦載機母艦、そして数千に及ぶ小型の艦船が破壊され、戦闘機とドローンについては数えきれない数が撃墜された。N3/PLは59隻のタイタンを失ったが、CFC/Rusの被害はわずかに16隻だった。
この戦闘の被害額は11兆ISKと推計され、メディアには『EVE Online』史上最大かつ最も高くついた戦いという記事が並んだ。この金額は、現実世界の貨幣にして300,000ドルから330,000ドルに相当すると考えられる。この数字はCCP Gamesが出している公式レポートが根拠になっており、パイロット・ライセンス・エクステンション(PLEX)というアイテムを現実世界のアメリカ・ドルに換算して出された理論上の金額である。ゲーム内通貨のISKと現実のお金を直接交換することは厳禁であるが、PLEXはゲーム内で課金して購入することができ、1単位追加するにつき20ドルかかるため、これをもとに戦闘の被害額をドルに換算したのである。もっともプレイヤーは大量の艦船をゲーム内通貨かコーポレーションの資産を経由して入手しているので、戦闘でこの通りの現金の出費があったわけではない。EVE Onlineの経済を監督するためにCCP Gamesから雇われている経済学者のEyjólfur Guðmundssonは次のように語っている。「経済学者である私にとっては、それはたいした問題ではない。どちらの単位であっても、人の働きが生み出した経済的な価値なのだから、それが現実世界でも仮想世界でも変わらない。プレイヤーたちは血を流し、汗と涙にまみれてものをつくり出したからこそ、戦闘においてアドバンテージを稼ぐことができる。なぜなら、この戦闘は体をはった現実世界の戦争と同じように、そのものを資源〔リソース〕として利用することが可能だからだ」。
GoonwaffeのCEOであるMittaniというキャラクターを操作するAlexander Gianturcoは、戦闘の終局間近にゲーム系サイトのPolygonで「Asakai（の戦い）の復讐と思うと、ちょっとした皮肉だよ。去年のAsakaiで自軍は3隻のタイタン、7隻の大型艦載機母艦を失って、戦いにも負けた。今年は40隻オーバーの敵のタイタンを潰して、サーバーダウンまで7時間以上も攻勢が続くとは」とレポートを上げている。Ali Arasもやはり終戦近くになって、Eve Onlineに特化したウェブサイトTheMittani.comに「今回与えた損失はこの戦いで勝敗を決しただけじゃない、次も、その次にも響く」と書いており、またゲーム内経済への影響についても言及して「チタンの価格がじわじわ上がってるし、工業製品に関しては大混乱が起こると予想するね」と語っていた。
B-R5RBの戦い後、Pandemic Legionはsoutheastの戦域から撤退するとともに、B-R5RBの星系からの莫大な「あがり」をCFCに引き渡すことで合意した。N3軍もsouthから引き上げ、数日後にはCFC alliancesはImmensea、Catch、Tenerifis、Feythabolisなどのリージョンにおいて23もの星系をN3/PLから奪いとり、その後southeastの戦域から引き上げた。数週間後にロシア人プレーヤーたちの連合が内輪もめを起こしたため、N3はB-R5RBの戦いで失った領土を全て取り戻すとともに、Russia連合の領土の大半を制している。しかし長い目でみれば、B-R5RBでの勝利はCFC（後にThe Imperiumと改名する）がEVE Onlineを支配する超巨大集団となる契機だったといえる。その後2年もの間、彼らを脅かす集団はほとんど現れなかった。
2020年12月30日から31日にかけて、5000人以上のプレーヤーによって14時間にわたる「M2-XFEの殺戮」が発生し、257のタイタンが破壊され、被害総額が29兆1116億478万4863ISK（およそ37万8012ドル）に及んだ。この戦争はB-R5RBの大虐殺の被害を大きく越えるもので、ギネス世界記録に認定されている。。

## 規模
ピーク時でB-R5RBの星系では2,670人のプレイヤーが戦闘に参加したが、これはかつて6VDT-Hで起こり最大の戦闘には4,070人が集まった戦いより少ない人数である。しかしB-R5RBの戦いは、宇宙全体で無数の小規模な戦闘も同時に行われており、関わったプレイヤーはもっと多いはずである。とはいえ人数に関する記録は、後に1つの星系に6,000人のプレイヤーが集まり、周辺で多数の戦闘も起こった9-4RP2の戦いに塗り替えられてしまった。しかし、そうしたさらに大規模な戦いは負荷が大きいなど技術的な問題もあり、B-R5RBの戦いは失われた資源という面でみれば、今なおEve Onlineのユニバースにおける史上最大の戦闘であり続けている。

## 記念
ゲームがサーバーメンテナンスに入った時、開発会社のCCP Gamesはこの戦いを記念してB-R5RBの星系にモニュメントを設置すると発表した。「ティタノマキア」がそれで、タイタンの残骸を模している。この戦いの直後に実施されたアップデート「Eve Online: Rubicon's 1.1」から導入された。CCP Gamesは公式サイトに1月31日のサーバーメンテナンスの間に「ティタノマキア」の設置を予定しており、「設置する残骸を空恐ろしいほどの美しさにするために一生懸命だ」とアナウンスをしている。記念碑はB-R5RBの星系で7番目のプラネット付近にあり、宇宙ステーションからは「独立」(off grid)である。CCP Gamesはこうも言っている。「これから、危険を冒してこの場所を巡礼に訪れたプレイヤーたちは、破壊の痕跡を目の当たりにして驚きを禁じ得ないことだろう。我々は、誰か「旅する」ブロガーが今すぐにでもこの事跡について長い文章を書き、〔EVE Onlineの〕ビデオグラファーたちも同じように感動的な作品をつくりあげてくれることを期待している」。